# Cassaro

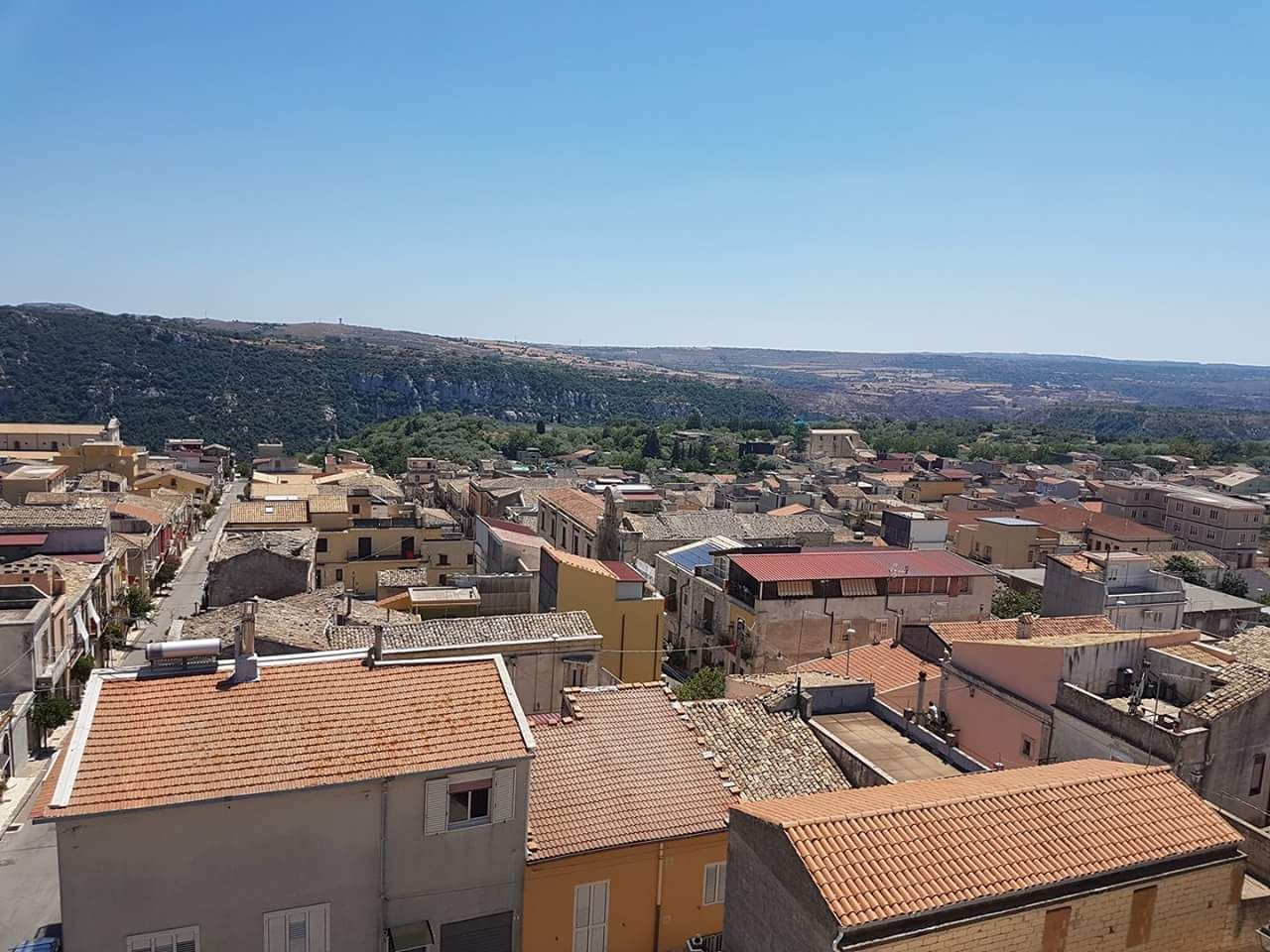
Vista panorámica de Cassaro

Cassaro es una comuna siciliana de 834 habitantes, se encuentra en la Provincia de Siracusa (Italia). 

Ubicación de la ciudad de Cassaro dentro de la provincia de Siracusa.

## Evolución demográfica
| Gráfica de evolución demográfica de Cassaro entre 1861 y 2001 |
|                                                               |
| Fuente ISTAT - Elaboración gráfica por parte de Wikipedia     |